# Jędrzej Śniadecki

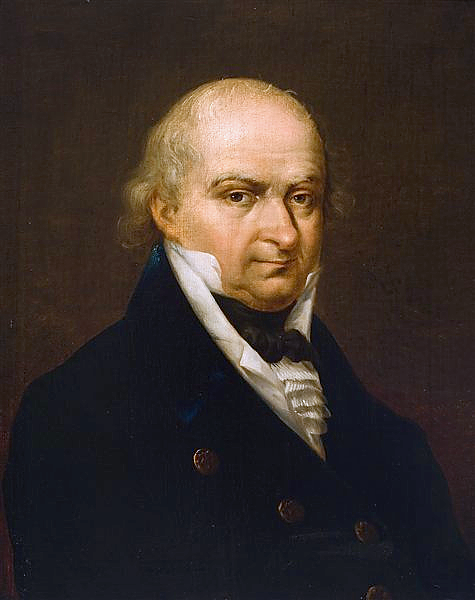
Jędrzej Śniadecki

Jędrzej Śniadecki, född 30 november 1768 i Żnin, död 12 maj 1838, var en polsk kemist och läkare. Han var bror till Jan Śniadecki.
Śniadecki var professor vid Vilnius universitet. Hans biologiska verk Teorya jestestw organicznych (1804) översattes till tyska och franska. Han redigerade även den humoristiska tidskriften "Brukowe Wiadomosci". 